# Åkersholmen, Borgå
Åkersholmen är en ö i Finland. Den ligger i Finska viken och i kommunen Borgå i den ekonomiska regionen  Borgå i landskapet Nyland, i den södra delen av landet. Ön ligger omkring 55 kilometer öster om Helsingfors.
Öns area är 4,2 hektar och dess största längd är 330 meter i öst-västlig riktning. Ön höjer sig omkring 25 meter över havsytan.